# 秘魯泰托脂鯉
秘魯泰托脂鯉，為輻鰭魚綱脂鯉目脂鯉亞目脂鯉科的其中一個種，分布於南美洲祕魯Manu及Tambopata河流域，體長可達1.5公分，棲息在底中層水域，生活習性不明。